# セーケイ人
セーケイ人（単数形は székely [ˈse̝ːkɛj]、複数形は székelyek [ˈse̝ːkɛjek]）はトランシルバニア東部のセーケイ地方に居住するハンガリー系住民で、現在はルーマニアの少数民族となっている。ルーマニア語では secui、ラテン語では単数形は sicul、複数形は siculi、
ドイツ語では Székler [ˈseːklɐ]、英語では単数形は Székely、複数形は Székelys、または単数形は Szekler、複数形は Szeklers。日本では一般的には「セーケイ人」と表記されるが、ルーマニア研究者の一部ではルーマニア語風に「セクイ人」と表記してある例も極めて稀であるが見られる。なお、「セーケイ」はハンガリー人の姓にもよく使われている。
2002年のルーマニアの国勢調査では、約143万人のハンガリー系少数民族のうち、約67万人がセーケイ人である。セーケイ人は、ハンガリー人（マジャル人）の中でも自他共に“ハンガリー人の中のハンガリー人”とされ、極めて誇り高いエスニック・グループである。言語はハンガリー語で主な宗教はカトリックであるが、改革派教会やユニテリアン教会も多い。
セーケイ人の起源は諸説ある。かってはアッティラが率いたフン族の子孫というのが広く知られていたが、現在ではルーマニアの圧力およびハンガリー本国の周囲との平和を望む意図もあって概ね否定されている（セーケイ人たちには今もフン族の子孫である言い伝えを守っている者は多い）。最近ではアヴァール説が新たに登場しているが、他にトルコ、スキタイといった説がある。また、マジャル人の分派がトランシルバニアで独自の文化をもったと言う説もある。いずれにせよ、これらの諸説は伝説の域を出ず、セーケイ人以外のハンガリー人も、セーケイ人自らもハンガリー建国以来セーケイ人をハンガリー人として捉えている。ちなみにハンガリー人にはセーケイ人以外にもチャーンゴー人、パローツ人、マチョー人、クン人、ヤース人、ハイドゥー人等、色々なエスニック・グループが存在するので、セーケイ人だけが特別なわけではない。

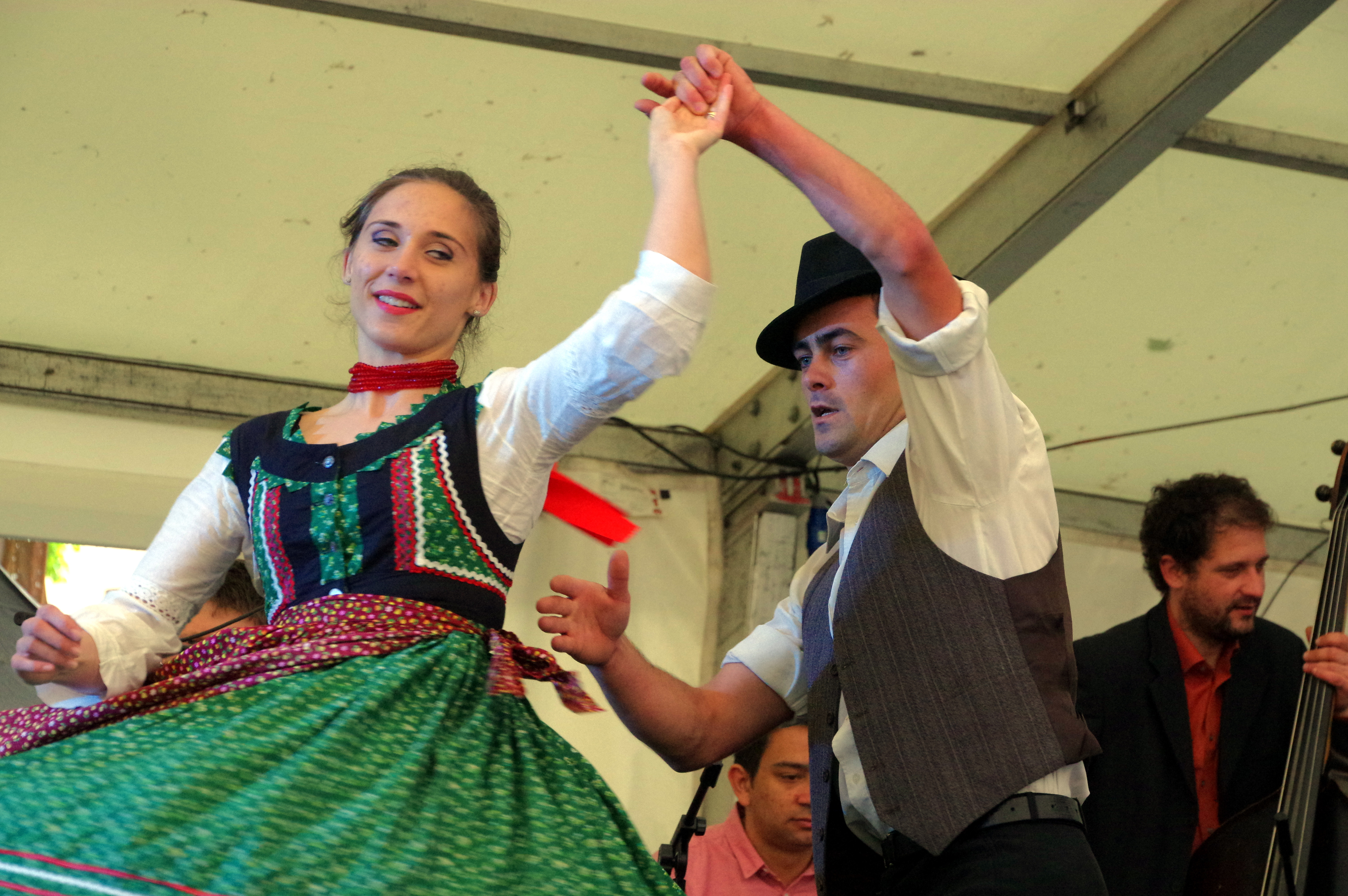
セーケイ人の踊り

ハンガリー王国はセーケイ人をトランシルバニアの防人、屯田兵のように利用しており、近世以前のトランシルバニアでは、1437年に（セーケイ人以外の）マジャル人貴族と郷士のセーケイ人と自由市民であったザクセン人と「三国民同盟」 (Unio trium nationum) を締結し、特権階級を形成していた。ルーマニア史ではこの同盟はハンガリー人、セーケイ人、ドイツ人の三民族が共謀してルーマニア人農民を抑圧したものであると主張しているが、ハンガリー史では、この同盟は特定の民族に敵対するものではなく、支配階級が（専らハンガリー人やドイツ人等の）被支配階級に対抗するために結ばれた同盟だと捉えられている。この同盟からルーマニア人貴族が排除されていたという抗議に対しては、元々当時のトランシルヴァニアには同盟を結ぶべきルーマニア人貴族が存在しなかったと反論されている。
ハンガリー王国では行政組織として城県 (vármegye) が置かれていたが、自治権を有するセーケイ人の居住するセーケイ地方では城県に代えて席 (szék) が置かれていた。20世紀に入って席も県 (megye) に再編された。現在のルーマニアの県 (judeţ) も同じものと見なされている。なお、ルーマニア人民共和国は1960年12月に憲法改正で廃県置州を断行し、セーケイ地方をマロシュ・ハンガリー人自治州 (Regiunea Mureş-Autonomă Maghiară, Maros-Magyar Autonóm Tartomány) として自治権を与えハンガリー語を地域公用語としたが、ルーマニア社会主義共和国となってから1968年2月の憲法改正で再び県を（県境を変更して）復活させ、マロシュ・ハンガリー人自治州も廃止され、地域公用語としてのハンガリー語も廃止された。
なお、ブラム・ストーカーの「吸血鬼ドラキュラ」において、ドラキュラ伯爵はトランシルバニアのセーケイ人とされているが、実際は、モデルとなったヴラド・ツェペシュ公は、トランシルヴァニアの南隣のワラキア公国の君主で、ルーマニア人であり、セーケイ人ではなかった。

## 有名なセーケイ人
- ケーレシ・チョマ・シャーンドル - チベット学の創始者
- セント＝ジェルジ・アルベルト - ビタミンC分離でノーベル医学賞受賞
- ボーヤイ・ファルカシュ - 数学者
- ボーヤイ・ヤーノシュ - 数学者、ファルカシュの子。非ユークリッド幾何学の創始者
- オルバーン・ジェルジュ - 作曲家
- ケレメン・ゾルターン - フィギュアスケーター
- バラバーシ・アルベルト・ラースロー - 理論物理学者（ネットワーク理論）